# マクシム・ムヒン
マクシム・ムヒン（Maksim Mukhin 、2001年11月4日 - ）は、ロシア・トリヤッチ出身の同国代表プロサッカー選手。PFC CSKAモスクワ所属。ポジションはMF。

## 経歴

### クラブ
クリリヤ・ソヴェトフ・サマーラの下部組織を経て、2019年にFCロコモティフ・モスクワに入団。10月12日、セカンドチームの試合に出場しプロデビュー。2020年11月8日のFCディナモ・モスクワ戦でトップチームデビューを果たした。
2021年5月28日、PFC CSKAモスクワに5年契約で完全移籍。

### 代表
2021年3月、2022 FIFAワールドカップ・ヨーロッパ予選を前にロシア代表初招集。この時わずか19歳で、年代別ロシア代表歴も無いうえにロシアプレミアリーグでも5試合に出場したのみだったが、同じ守備的ミッドフィールダーでプレーする他の選手が負傷やUEFA U-21欧州選手権2021に出場登録済みなどの理由で参加できなかったため、ムヒンに白羽の矢が立った。3月27日のスロベニア代表戦で87分から途中出場しロシア代表デビューを果たした。
2021年6月2日、UEFA EURO 2020参加メンバーに選出された。同大会では全3試合に出場したが、チームはグループステージ敗退に終わった。